# Уязвимый
Уязвимый (статус языка) (англ. vulnerable) — статус языка ЮНЕСКО, на котором хоть и разговаривает большинство детей, но его использование может быть ограниченным (например, на языке говорят только дома).

## Примеры уязвимых языков
В данном разделе перечислены некоторые языки, которые находятся под угрозой исчезновения:
- Абхазский;
- Аварский;
- Адыгейский;
- Анал;
- Башкирский;
- Белорусский;
- Гренландский;
- Ингушский;
- Ирландский;
- Карачаево-балкарский;
- Лазский;
- Латгальский;
- Лезгинский;
- Талышский;
- Мегрельский;
- Неаполитанский;
- Осетинский;
- Тувинский;
- Чувашский;
- Русинский;
- Идиш;
- Кабардино-черкесский;
- Чеченский;
- Черногорский;
- Якутский;
- Валлийский;
- Инуктитут